# Аламак

Компоненти Гамми Андромеди

Аламак, також Аломак (γ1 Andromedae / Гамма Андромеди A, 57 Andromedae, HD12534) — зоря з кратної системи в сузір'ї Андромеди. Третя за яскравістю зірка в північному сузір’ї Андромеди. Має видиму зоряну величину +2,27. Розташована приблизно в 390 світлових роках від Сонця. Система дрейфує ближче до Сонця з радіальною швидкістю в діапазоні від −12 до −14 км/с.

## Назва
Назва походить від арабського "العناق" (аль-'анак), що в перекладі означає "каракал".

## Характеристики
Головна зоря системи — Гамма Андромеди A, що власне і має назву Аломак, належить до хімічно пекулярних зір та спектрального класу B8. Відомо що другий компонент γ2 сам є потрійною зорею, таким чином Гамма Андромеди складається з чотирьох зірок.
Зоря Аломак дуже швидко обертається навколо своєї осі. Проєкція її екваторіальної швидкості на промінь зору становить  Vsin(i)=201км/сек.